# Беляева, Анна Алексеевна
Анна Алексеевна Беляева (1927, Новониколаевка, Сибирский край — 3 июля 1993, Первоманск, Красноярский край) — передовик советского сельского хозяйства, свинарка Первоманского свиноводческого совхоза Манского района Красноярского края, Герой Социалистического Труда (1966).

## Биография
Родилась в 1927 году в деревне Новониколаевка Уярского района (ныне — Красноярского края) в крестьянской семье.
Семья переехала в Манский район. Работать начала разнорабочей в Первоманском совхозе. В 1952 году перешла трудиться на свиноводческую ферму. За небольшой период накопила огромный опыт работы с животными, особенного умело обращалась с молодняком. В короткие сроки стала передовиком отрасли Красноярского края. Взяла обязательства получить 1000 голов поросят за год, однако план был перевыполнен. Сумела получить 1149 поросят, который она передала на откорм со среднем весом более 15,5 килограмм при норме в 12 килограммов.
21 января 1966 года представлена на соискание звания Героя Социалистического Труда решением № 27 заседания бюро Красноярского крайкома КПСС. «За достигнутые успехи в развитии животноводства, увеличении производства и заготовок мяса», указом Президиума Верховного Совета СССР от 22 марта 1966 года Анне Алексеевне Беляевой было присвоено звание Героя Социалистического Труда с вручением ордена Ленина и медали «Серп и Молот».
Продолжала и дальше трудиться в сельском хозяйстве. С мая 1971 года стала работать бригадиром свиноводческой фермы. Избиралась депутатом Манского районного и Первоманского сельского советов.
Проживала в посёлке Первомайск. Умерла 3 июля 1993 года.

## Награды
За трудовые успехи была удостоена:
- золотая звезда «Серп и Молот» (22.03.1966);
- орден Ленина (22.03.1966);
- другие медали.